# Pre Pre Libertadores 1999
La Pre Pre Libertadores 1999 es la segunda edición del torneo el cual reparte los dos boletos a los equipos mexicanos para la Copa Libertadores 2000.
El torneo fue ganado por el Atlas de Guadalajara al obtener el primer lugar de grupo con 7 puntos y así obtuvo el lugar de México 1, mientras que el América que logró el segundo lugar con 7 puntos pero por diferencia de goles acabó en dicha posición con lo que logró calificar como México 2 a la Pre-Libertadores 2000 contra clubes venezolanos por dos lugares a la Copa Libertadores 2000.
Se jugó nuevamente en Estados Unidos, pero ahora bajo el formato de un pentagonal todos contra todos, clasificando los dos primeros lugares

## Resultados
| Po. | Equipo      | Jj | Jg | Je | Jp | GF | GC | Dif | Pts |
| --- | ----------- | -- | -- | -- | -- | -- | -- | --- | --- |
| 1   | Atlas       | 4  | 2  | 1  | 1  | 9  | 6  | 3   | 7   |
| 2   | América     | 4  | 2  | 1  | 1  | 5  | 6  | -1  | 7   |
| 3   | Cruz Azul   | 4  | 1  | 3  | 0  | 4  | 3  | 1   | 6   |
| 4   | Toluca      | 4  | 1  | 1  | 2  | 7  | 8  | 1   | 4   |
| 5   | Guadalajara | 4  | 0  | 2  | 2  | 3  | 5  | -2  | 2   |

| 8 de agosto de 1999 | América     | 1:0 (0:0) | Guadalajara | Memorial Coliseum, Los Ángeles, California |  |
|                     | Paredes 80' |           |             |                                            |  |

| 8 de agosto de 1999 | Cruz Azul      | 1:1 (1:0) | Toluca      | Spartan Stadium, San José, California |  |
|                     | Camoranesi 38' |           | Cardozo 59' |                                       |  |

| 11 de agosto de 1999 | Cruz Azul | 0:0 (0:0) | Guadalajara | Spartan Stadium, San José, California |  |

| 11 de agosto de 1999 | Toluca                       | 2:3 (1:0) | Atlas                                    | Spartan Stadium, San José, California |  |
|                      | Lillingston 9' · Morales 59' |           | Zepeda 44' · Rodríguez 73' · Almirón 90' |                                       |  |

| 18 de agosto de 1999 | Guadalajara | 1:2 (1:1) | Toluca                  | Cotton Bowl, Dallas, Texas |  |
|                      | Chávez 43'  |           | Cardozo 17' · Sinha 58' |                            |  |

| 18 de agosto de 1999 | América | 0:3 (0:3) | Atlas                                    | Cotton Bowl, Dallas, Texas |  |
|                      |         |           | Santillana 13' · Osorno 23' · Zepeda 28' |                            |  |

| 1 de septiembre de 1999 | Atlas                       | 2:2 (1:1) | Guadalajara           | Soldier Field, Chicago |  |
|                         | Castillo 7' · Rodríguez 73' |           | Loera 2' · Varela 68' |                        |  |

| 1 de septiembre de 1999 | Cruz Azul   | 1:1 (1:0) | América  | Soldier Field, Chicago |  |
|                         | Latorre 19' |           | Luna 84' |                        |  |

| 8 de septiembre de 1999 | Atlas      | 1:2 (1:1) | Cruz Azul                 | Robertson Stadium, Houston, Texas |  |
|                         | Bustos 28' |           | Moreno 14' · Pinheiro 86' |                                   |  |

| 8 de septiembre de 1999 | Toluca                  | 2:3 (1:0) | América                              | Robertson Stadium, Houston, Texas |  |
|                         | Abundis 23' · Vukić 87' |           | J. Sánchez 70' · Luna 75' · Lara 87' |                                   |  |

## Goleadores
2 goles

 José Saturnino Cardozo - Toluca

 Juan Pablo Rodríguez - Atlas

 Miguel Zepeda -Atlas

 Braulio Luna - América

1 gol

 Juan Ángel Paredes - América

 Maura Camoranesi - Cruz Azul

 Eduardo Lillingston - Toluca

 Carlos María Morales - Toluca

 Jorge Almirón - Atlas

 Paulo César Chávez - Guadalajara

 Sinha - Toluca

 Daniel Osorno - Atlas

 Jorge Santillana - Atlas

 Hugo Castillo - Atlas

 José Manuel Abundis - Toluca

 Alfonso Loera - Guadalajara

 Mariano Varela - Guadalajara

 Raúl Rodrigo Lara - América

 Joel Sánchez - América

 Darko Vukić - Toluca

Atlas

Campeón